# Madara Līduma
Madara Līduma, född 10 augusti 1982 i Gulbene, är en lettisk skidskytt. Līdumas bästa placering i en tävling är en 10:e plats från Olympiska spelen i Turin 2006.